# Nenad Vukanić
Nenad Vukanić (ur. 16 maja 1974 w Kotorze) – czarnogórski piłkarz wodny. Brązowy medalista olimpijski z Sydney.
Zawody w 2000 były jego jedynymi igrzyskami olimpijskimi. W barwach Federalnej Republiki Jugosławii sięgnął po brązowy medal. W turnieju wystąpił w ośmiu spotkaniach i zdobył dwie bramki.